# Cacophony
Cacophony – amerykańska grupa muzyczna wykonująca neoklasyczny speed/heavy metal. Powstała 1986 roku w San Francisco w stanie Kalifornia w USA. Grupę rozwiązano około 1989 roku tuż po wydawniczej klęsce jaką okazała się realizacja drugiego albumu pt. Go Off!. Ostatecznym końcem grupy okazało się jednak odejście Martyego Friedmana do grupy Megadeth oraz Jasona Beckera do zespołu Davida Lee Rotha wokalisty znanego z występów w grupie Van Halen.

## Muzycy
| Ostatni skład zespołu - Marty Friedman - gitara elektryczna, gitara basowa (1986-1989) - Jason Becker - gitara elektryczna, gitara basowa (1986-1989) - Jimmy O'Shea - gitara basowa (1988-1989) - Kenny Stavropoulos - perkusja, instrumenty perkusyjne (1988-1989) |  | Byli członkowie zespołu - Peter Marrino - wokal prowadzący (1986-1989) - Deen Castronovo - perkusja, instrumenty perkusyjne (1988) - Atma Anur - perkusja, instrumenty perkusyjne (1986-1987) Muzycy koncertowi - Swain Noro - gitara basowa (1988) - Dan Bryant - wokal prowadzący (1989) |

## Dyskografia
- Speed Metal Symphony (1987, Shrapnel Records)[5]
- Go Off! (1988, Shrapnel Records)[6]